# 極楽寺ヒビキ遺跡

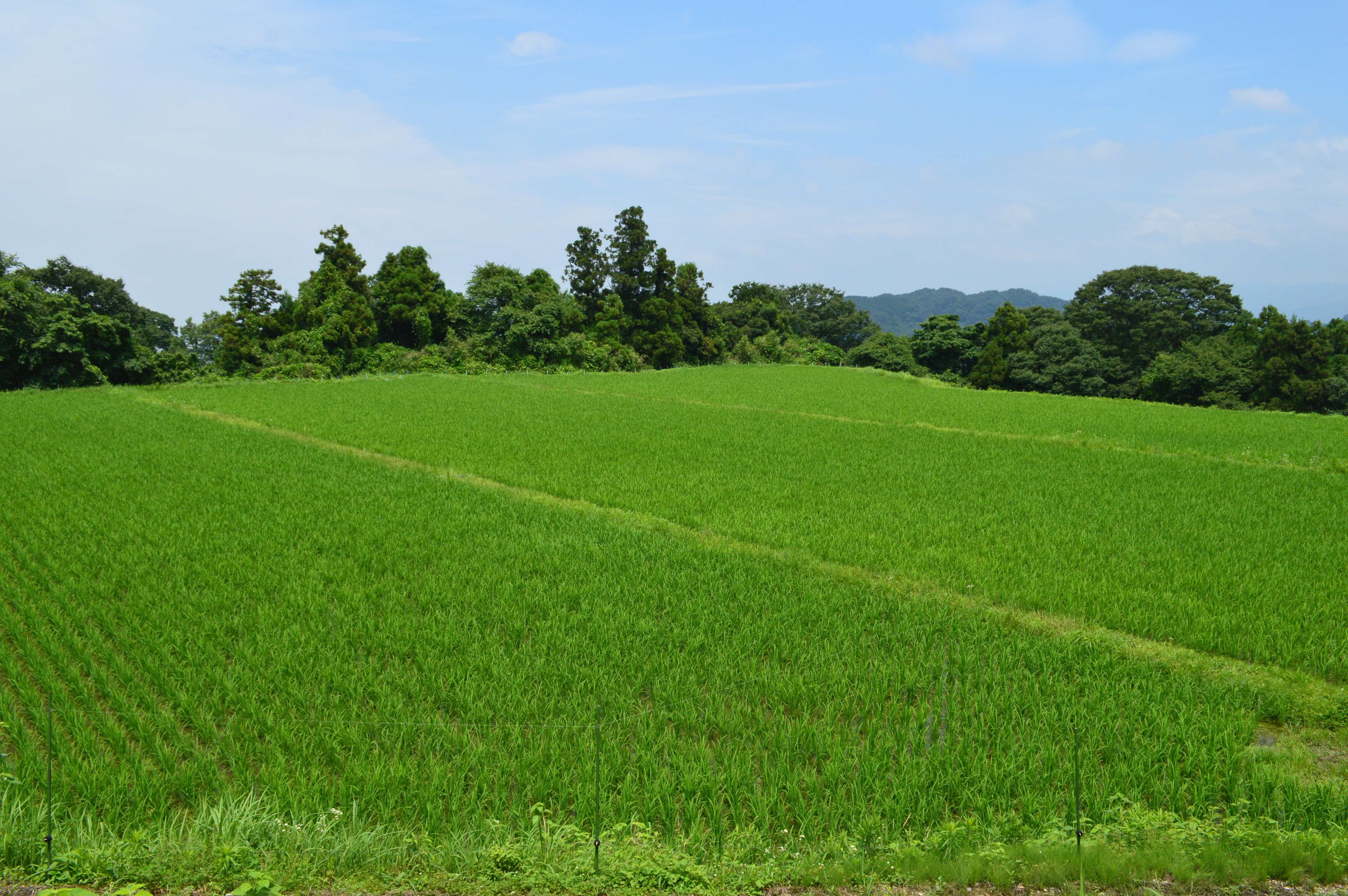
極楽寺ヒビキ遺跡 概観2015年7月現在、遺跡地は保存のうえ田地利用されている。

極楽寺ヒビキ遺跡（ごくらくじヒビキいせき）は、奈良県御所市大字極楽寺に所在する、5世紀前半（古墳時代中期前半）の豪族居館遺跡。

## 概要
遺構は、奈良県立橿原考古学研究所による発掘調査で概ね明らかとなっている。葛城山麓の高台の上に位置し、北と東が谷に面し、南と西には濠と塀が巡らされていた。大型建物跡の床面積は225平方メートルと5世紀代で最大級になる。古代豪族葛城氏の本拠地とされる南郷遺跡群の南部に位置し、その政庁の跡と推測される。
建物や塀はほとんどが焼失しており、葛城氏が雄略天皇の軍勢の攻撃によって滅びたとする『日本書紀』の所伝を裏付けるものとされる。政庁の存続期間は20～30年とされる。